# Poul Overgaard Nielsen
Poul Overgaard Nielsen (født 14. december 1911 i Hellerup, død 21. november 1988) var en dansk lydbogsindlæser, politiker og journalist. Han sad i Folketinget for Det Radikale Venstre 1971-1975 og var desuden landssekretær for Folkebevægelsen mod EU fra 1981.

## Lydbøger indlæst af Poul Overgaard Nielsen
- Alfred Lauritz Schmidt: Dragør-erindringer (1988)
- Gustav Wied: Livsens ondskab (1988)
- Steen Steensen Blicher: Noveller (1988)
- Jens Jørgensen: H.C. Andersen – en sand myte (1988)
- Herman Bang: Ved vejen (1988)
- Herman Bang: Noveller (1988)

Desuden har han indlæst de første 6 kapitler af A.A. Milnes bog Peter Plys på EP-grammofonplader.